# Илинка (река)
Илинка (тат. Өлә) — река в России, протекает в Республике Татарстан. Правый приток реки Ашит.

## Описание
Длина реки — 18 км, площадь водосборного бассейна — 77,8 км².
Исток находится в 3 км к юго-западу от села Верхний Куюк на северо-западе Атнинского района, на краю возвышенности Вятский Увал. Среднее и нижнее течение проходит по территории Высокогорского района. Общее направление течения — юго-юго-западное. Впадает в Ашит чуть выше села Алатский спиртзавод.
В верховьях течёт по возвышенной волнистой равнине, изрезанной оврагами и балками. В среднем течении на реке расположены вместе сёла Улля и Казаклар (в этом месте река приближается к Ашиту на расстояние всего 1,1 км). Ниже сёл река спускается в долину с высокими, покрытыми лесом склонами, высоты по обоим берегам местами превышают 200 м над уровнем моря.
В бассейне также находятся деревня Махмур (Высокогорский район) и частично село Ислейтар (Атнинский район), 40 % территории бассейна покрыто лесом, густота речной сети 0,17 км/км².

## Характеристика
Питание смешанное, с преобладанием снегового. Модуль подземного питания 0,1-0,25 л/(с×км²). Средний многолетний слой годового стока в бассейне 157 мм, слой стока половодья 140 мм. Весеннее половодье начинается обычно в 1-й декаде апреля. Замерзает в конце октября — начале ноября. Средний многолетний меженный расход воды в устье 0,057 м³/с.
Вода умеренно жёсткая (3-6 мг-экв/л) весной и очень жёсткая (12-20 мг-экв/л) зимой и летом. Общая минерализация 100—200 мг/л весной и 700—1000 мг/л зимой и летом.

## Этимология
Название реки является русификацией её татарского названия Өлә — от названия села Улля (тат. Өлә).

## Данные водного реестра
По данным государственного водного реестра России относится к Верхневолжскому бассейновому округу, водохозяйственный участок реки — Волга от Чебоксарского гидроузла до города Казань, без рек Свияга и Цивиль, речной подбассейн реки — Волга от впадения Оки до Куйбышевского водохранилища (без бассейна Суры). Речной бассейн реки — (Верхняя) Волга до Куйбышевского водохранилища (без бассейна Оки).
Код объекта в государственном водном реестре — 08010400712112100001722.